# فيليكس ماكغراث
فيليكس ماكغراث (بالإنجليزية: Felix McGrath)‏ هو متزلج جبال أمريكي، ولد في 13 مارس 1963 في برينستون في الولايات المتحدة.

## وصلات خارجية
- فيليكس ماكغراث على موقع الاتحاد الدولي للتزلج (التزلج على المنحدرات الثلجية) (الإنجليزية)
- فيليكس ماكغراث على موقع أوليمبيديا (الإنجليزية)